# 埃里克·德拉瓦尔
埃里克·德拉瓦尔（瑞典語：Erik de Laval，1888年4月28日—1973年11月9日），瑞典男子现代五项运动员。他曾代表瑞典参加1912年和1920年夏季奥林匹克运动会现代五项比赛，获得一枚银牌。